# Morella
Morella è un comune spagnolo di 2 715 abitanti situato nella comunità autonoma Valenciana.
Stanziamento preistorico, poi celta, in rapporti commerciali con i Greci, poi romano (Castra Aelia), dal II secolo a.C. è circondata da una poderosa cinta muraria.

## Monumenti e luoghi d'interesse
La leggenda vuole che il suo castello sia stato ricostruito dal Cid. La struttura attuale della fortificazione risale comunque al XIII secolo. L'abitato presenta alcuni edifici in stile rinascimentale e gotico. Fra questi ultimi la chiesa di Santa Maria de la Mayor del XIII-XIV secolo con un presbiterio del XVII secolo.